# 3,7-cm-Flak 43
Die 3,7-cm-Flak 43 war eine Flugabwehrkanone der Wehrmacht im Zweiten Weltkrieg.

## Geschichte
Die ursprüngliche 3,7-cm-Kanone wurde 1935 von Rheinmetall unter der Bezeichnung 3,7-cm-Flak 18 entwickelt. Sie war im Grunde eine vergrößerte Version der 2-cm-Flak 30. Die Kadenz betrug 160 Schuss/min. Das komplette Geschütz brachte einschließlich Radlafette 1750 Kilogramm auf die Waage.

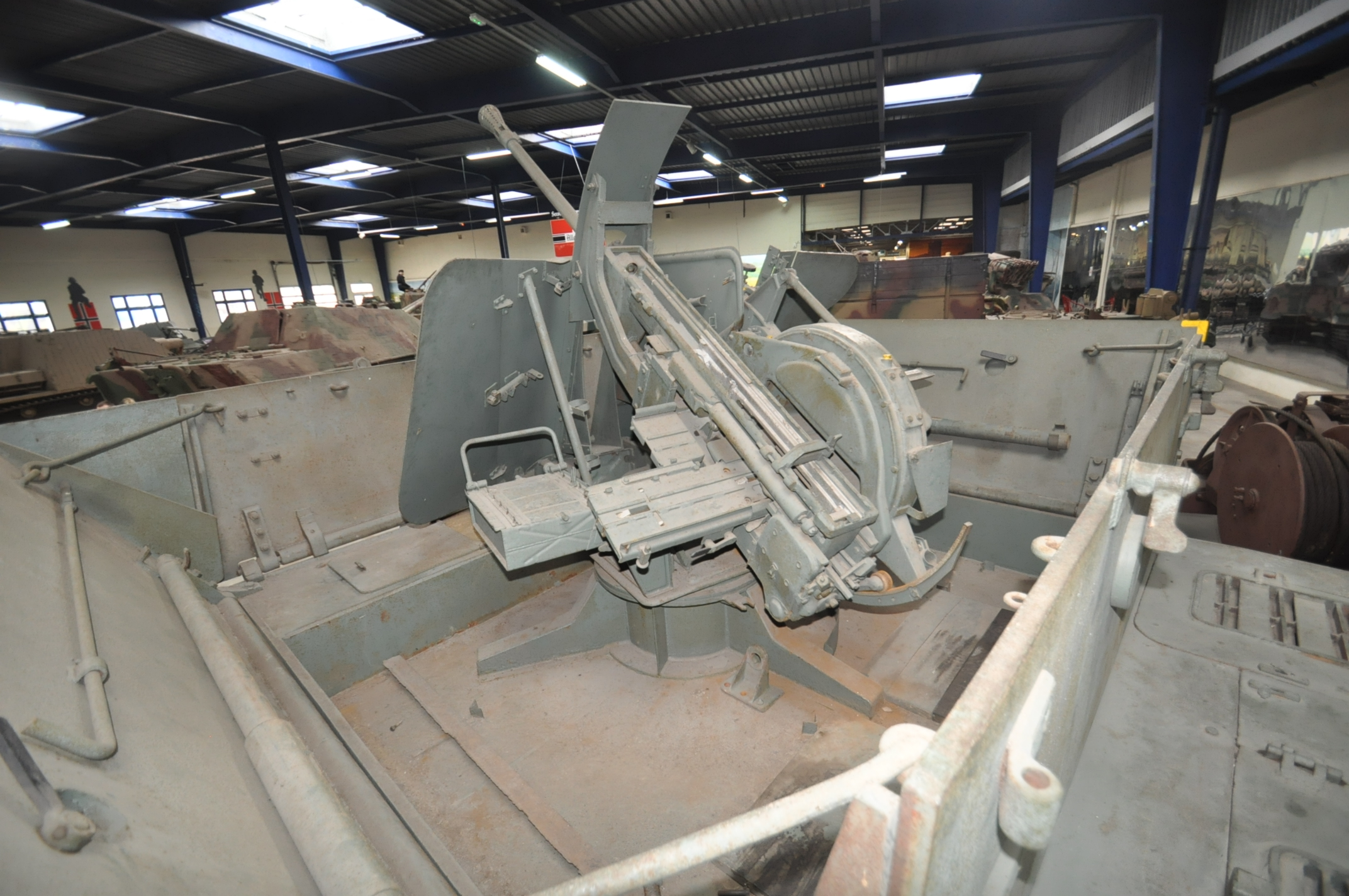
3,7-cm-Flak 43

Die Flak 18 wurde nur in geringer Stückzahl hergestellt und die Produktion bereits 1936 zugunsten des bekannten 2-cm-Flakvierlings 38, einer vierläufigen Weiterentwicklung der 2-cm-Flak 38, eingestellt. Sie wurde allerdings noch einige Zeit in einer speziellen Gondel als Bewaffnung für die Sonderversion G der Ju 87 zur Panzerbekämpfung eingesetzt.
Die Entwicklung wurde jedoch weitergeführt und resultierte in einer zweirädrigen Konfiguration, die nur noch 1544 Kilogramm wog und als 3,7-cm-Flak 36 in Produktion ging. Mit der Einführung einer neuen Visiereinrichtung im Folgejahr änderte sich die Benennung in 3,7-cm-Flak 37. Ein Großteil der vorhandenen Flak 36 wurden auf den neuen Standard aufgerüstet. Ab 1942 wurde nur noch die Flak 37 anstelle der Flak 36 produziert. In Finnland wurde das Geschütz als 37 ITK 37 bezeichnet.
Als die alliierte Luftüberlegenheit gegen Mitte des Krieges dramatisch zunahm, erwies sich der 2-cm-Vierling als zu wenig durchschlagskräftig und wurde durch 3,7-cm-Modelle ersetzt. Da die Wehrmacht jedoch mit den verfügbaren Versionen nicht zufrieden war, wurden Rheinmetall-Borsig und Krupp aufgefordert, eine neue und vor allem billigere Version zu produzieren.
Rheinmetall-Borsig gewann den Auftrag, da die Krupp-Entwicklung im letzten Moment Schwächen zeigte. Durch den Einsatz von Techniken, wie sie bei der Fertigung von Maschinenpistolen angewandt wurden, vor allem die Verwendung von Stanzteilen, Schweißverbindungen und einfachen Komponenten, konnte die Produktionszeit für ein Geschütz auf ein Viertel reduziert werden. Gebaut wurde sie von der Eisenwerk Weserhütte GmbH in Bad Oeynhausen und der Dürkoppwerke AG in Bielefeld.
Die neue Waffe erwies sich gegenüber ihren Vorgängern als dramatische Verbesserung. Ein neuer gasdruckbetriebener Verschluss erhöhte die Feuerrate auf 250 Schuss/min, während das Gewicht gleichzeitig auf 1247 Kilogramm verringert wurde. Zeitgleich wurde eine Zwillingskonfiguration mit übereinanderliegenden Läufen unter der Bezeichnung 3,7-cm-Flak-Zwilling 43 gefertigt, obwohl dieses Modell als sperrig und toplastig eingeschätzt wurde.
Verglichen mit ihrem alliierten Gegenstück, der 40-mm-Bofors, erreichte die Flak 43 die doppelte Feuerrate und konnte in wesentlich beengterer Umgebung aufgestellt werden. Außerdem waren Waffe und Lafette zusammen deutlich leichter. Obwohl die Entwicklung 1942 vollständig abgeschlossen war, begann die Produktion nicht vor 1944. Insgesamt wurden bis zum Ende des Krieges für das Heer 928 Einzelgeschütze und 185 Flak-Zwillinge gefertigt. Die Marine bezog rund 780 Geschütze. Die Luftwaffe begann mit dem Einsatz der Flak 43, vor allem zur Verteidigung von Flugplätzen, bereits im Jahre 1943 und erhielt bis zum Kriegsende insgesamt 5918 Waffen. (Luftwaffenzahlen beziehen sich auf Läufe, da die meisten Waffen als mehrläufige Konfiguration auf einer Lafette eingesetzt wurden).

## Mobilisierung
Die Flak 37 wurde in größerer Anzahl auf dem allgegenwärtigen Sd.Kfz. 7 oder auf dem schweren Wehrmachtschlepper von Büssing montiert. Ebenso war sie Hauptbewaffnung der Ju 87 G „Kanonenvogel“. Die neue Flak 43 wurde fast ausschließlich in einer beweglichen Konfiguration eingesetzt. Am bekanntesten waren die zu Flugabwehrpanzern umgebauten Panzer IV, vor allem der wegen seiner Form so genannte Möbelwagen und später der Ostwind.

## Munition

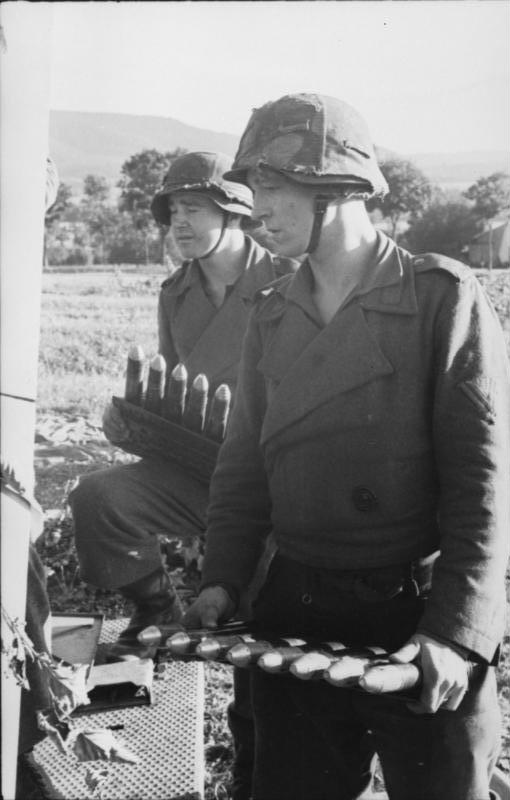
Bedienungsmannschaften mit Munition für 3,7-cm-Flakzwilling 43

Als Munition standen diverse Typen zur Verfügung:

3,7-cm-Spreng-Patrone 18 Leuchtspur

3,7-cm-Brand-Spreng-Patrone 18 Leuchtspur

3,7-cm-Minengranat-Patrone 18 Leuchtspur

3,7-cm-Panzergranat-Patrone 18 Leuchtspur

3,7-cm-Panzergranat-Patrone 40 Flak

## Technische Daten
Die einzelnen Bestandteile der Flak 43 waren:
- Rohr mit Mündungsfeuerdämpfer
- Verschluss
- Waffengehäuse
- Verschlusspufferung
- Deckel mit Verschlussaufzug
- Abzug
- Zuführung
- Vorholeinrichtung und Flüssigkeitsbremse
- Vorholergehäuse[2]

| Kenngröße              | Daten   |
| ---------------------- | ------- |
| Gewicht Fahrstellung   | 1247 kg |
| Schussweite            | 6600 m  |
| Schusshöhe             | 4800 m  |
| V0 Sprenggranate       | 840 m/s |
| Gewicht Sprenggranaten | 640 g   |